# Poslanik
Poslanik (The Ward) je hrvatska računalna igra. Pripada žanru futurističkih znanstveno-fantastičnih avantura i sadrži elemente rješavanja zagonetaka. Igrač igra iz perspektive treće osobe, u 64000 boja, razlučivosti 640x480. Glazba i zvuk su na 22 kHz, 16-bita, stereo zvuk. Igra se po načelu "point’n'click". Programirana je za Windowse 95/98/Me/2000/NT.
Objavljena je 2000. godine. Izdavač je On Deck Interactive, Take-Two Interactive Software, Inc. Razvijao ju je tim Fragile Bitsa. Rani je primjer gaming industrije u Hrvatskoj i jedna od najstarijih hrvatskih grafičkih avantura.
Polazišna priča je NASA-ina misija Apollo 19 iz godine 1978. koja nikad nije ostvarena. U ovoj igri zamišljeno je da se u toj misiji dogodio bliski susret 3. vrste. Poslanik počinje tako što su nakon niza čudnih događaja dvoje članova od tročlane misije na Mjesece pronađena mrtva, a preživjeli član, David Walker, probudi se u čudnom laboratoriju sa sigurnosnom ogrlicom oko vrata, a oko njega su tjelesa ljudi i izvanzemaljaca. Lutajući hodnicima shvaća da ovo nije rezultat bitke dviju vrsta, nego pobune u bazi koja još traje. Putem sreće izvanzemaljce te shvaća da je legendarni junak Poslanik.

## Vanjske poveznice
- Trailer
- Demo
- Zakrpa 1.09